# Tyrannochthonius hoffi
Tyrannochthonius hoffi är en spindeldjursart som beskrevs av William B. Muchmore 1991. Tyrannochthonius hoffi ingår i släktet Tyrannochthonius och familjen käkklokrypare. Inga underarter finns listade i Catalogue of Life.